# 中国农业科学院草原研究所
中国农业科学院草原研究所是中华人民共和国的一所草原科学研究机构，是中国农业科学院直属事业单位，位于内蒙古自治区呼和浩特市。